# Andrzej Jan Kumor
Andrzej Jan Kumor (ur. 1936 w Garbatce, zm. 6 sierpnia 2017) – polski autor książek o tematyce podróżniczo-łowieckiej oraz wspomnieniowych, myśliwy, inżynier budownictwa lądowego, doktor nauk technicznych.

## Życiorys
Był współzałożycielem i członkiem zwyczajnym Akademii Inżynierskiej w Polsce. Jako inżynier budownictwa lądowego i doktor nauk technicznych kierował budową dużych obiektów przemysłowych oraz gmachów użyteczności publicznej w kraju i za granicą. Był członkiem Jaworzniaków – Związku Młodocianych Więźniów Politycznych lat 1944–1956, a także założycielem i honorowym prezesem Polskiego Klubu Safari i członkiem honorowym Koła Łowieckiego „Myśliwiec”. Zmarł 6 sierpnia 2017 i został pochowany na nowym cmentarzu na Służewie przy ul. Wałbrzyskiej w Warszawie.

## Odznaczenia
- Krzyż Komandorski z Gwiazdą Orderu Odrodzenia Polski (2000)[3][7],
- Krzyż Oficerski Orderu Odrodzenia Polski[3],
- Krzyż Kawalerski Orderu Odrodzenia Polski[3],

## Publikacje
- Od Kalahari do Kamczatki (Stowarzyszenie Pomocy Osobom Niepełnosprawnym LARIX, 2008)
- Organizacja eksportu budownictwa: przygotowanie i realizacja budowlanej transakcji eksportowej (Państwowe Wydawnictwo Naukowe, Poznań, 1981; ISBN 83-01-03189-1)
- Organizacja transakcji eksportowej w budownictwie: skrypt (Ośrodek Wydawniczy „Orgbud”, Warszawa, 1979)
- Przez życie (Muza S.A., Warszawskie Wydawnictwo Literackie, Warszawa, 2009; ISBN 978-83-7495-765-6)
- Psia przyjaźń (Wydawnictwo Stopa, 2006; ISBN 83-918465-3-9)
- Wspomnienia afrykańskie (Wydawnictwo Łowiec Polski, Warszawa, 1998; ISBN 83-85603-63-8)
- Wyprawa po złote runo (Wydawnictwo Łowiec Polski, Warszawa, 1999; ISBN 83-85603-73-5)
- Z żabiej perspektywy (Krajowa Agencja Wydawnicza, Warszawa, 2001; ISBN 83-88072-32-3)